# 吉丸慶雪
吉丸 慶雪（よしまるけいせつ、1931年3月9日～2014年9月20日 ）は武術家、武術研究家。大東流合気柔術錬体会(合気錬体会) 初代総師範。太極拳の指導に於いて太極錬体会を主宰。
佐川派大東流合気武術(佐川幸義)、山本派佐藤伝大東流合気柔術(山本角義)、植芝派佐藤伝大東流合気柔術(植芝盛平合気道)、大東流傳合気道、心技護身拳の５流儀、それらに加え太極拳を指導した。本名、吉丸貞雄。身長178cm。

## 理論
武術の力(勁力、呼吸力)は伸筋の弛緩作用によるものと、位置づけた。
吉丸慶雪は師である佐川幸義の「伸筋を使う｣という口伝を追求した結果であると口述している。

## 略歴
1950年3月、愛媛県今治警察署にて柔道初段。上京後、直ちに遠山寛賢空手道場に入門。

1951年4月、剛柔流空手道・比嘉世幸の高弟・武徳会範士・泉川寛喜に師事、泉武館本部師範代、五段までしかなかった時代の四段。

1961年11月、正伝大東流合気武術宗範・佐川幸義に師事、直伝八元、奥伝四段。

1975年7月、佐川幸義より佐川自筆による指導許可免状 大東流柔術秘伝目録(教授代理)を拝受。大東合気武術協会を設立。

1976年12月、佐川道場を辞去。その後、佐川幸義より大東流合気武術 総伝八段の免状を贈られる。中国武術の研究習得の為、上海十傑の一人・丁金友老師、陳式一八世・馮志強老師に陳式太極拳を学ぶ・李徳印人民大学教授ほか来日太極拳老師の講習会に多数参加。日中太極拳交流協会主任指導員。

1994年2月、山本角義派大東流合気柔術を学ぶため、同流教授代理・佐藤金兵衛に師事。

1998年1月、佐藤金兵衛に山本派大東流合気柔術「秘伝奥義の事｣の免状を拝受。大東流合気柔術 教授代理 を免許される。